# Стшешовиці
Стшешовиці (пол. Strzeszowice, нім. Tzschacksdorf, 1937-1945: Schacksdorf) — село в Польщі, у гміні Тшебель Жарського повіту Любуського воєводства.
Населення — 165 осіб (2011).
У 1975-1998 роках село належало до Зеленогурського воєводства.

## Демографія
Демографічна структура станом на 31 березня 2011 року:
|          | Загалом | Допрацездатний вік | Працездатний вік | Постпрацездатний вік |
| -------- | ------- | ------------------ | ---------------- | -------------------- |
| Чоловіки | 84      | 19                 | 59               | 6                    |
| Жінки    | 81      | 17                 | 52               | 12                   |
| Разом    | 165     | 36                 | 111              | 18                   |